# 紐波特 (內布拉斯加州)
紐波特（英語：Newport）是位於美國內布拉斯加州羅克縣的村。

## 人口
根據2020年美國人口普查的數據，紐波特的面積為0.82平方千米，皆為陸地。當地共有人口68人，而人口密度為每平方千米83人。